# Boden (Allemagne)
Pour les articles homonymes, voir Boden (homonymie).
Boden est une municipalité de la Verbandsgemeinde de Montabaur, dans l'arrondissement de Westerwald, en Rhénanie-Palatinat, dans l'ouest de l'Allemagne. Les communes limitrophes sont Ruppach-Goldhausen, Heiligenroth, Moschheim, Niederahr et Meudt.